# Michèle Le Bris
Michèle Le Bris   (Saint-Pierre-la-Garenne, 17 de març de 1935 - Évreux, 3 d'agost de 2018) fou una soprano francesa. Va destacar en òperes de repertori com Il Trovatore o Falstaff de Verdi i excel·lí en la interpretació d'òperes notables però menys conegudes, com Le Pré-aux-Clercs d'Hérold, La juive de Halévy, Herodiade de Massenet o La Vestale de Spontini.
Al Liceu de Barcelona, on coincidí amb Richard Tucker amb La juive el 1974, protagonitzà Thais de Massenet, el 1976, en una representació de la que es recorda l'excepcional nuesa que exhibí la bella cantant, molt impactant en una època en què es sortia de la repressió franquista.